# 혜성 명명법

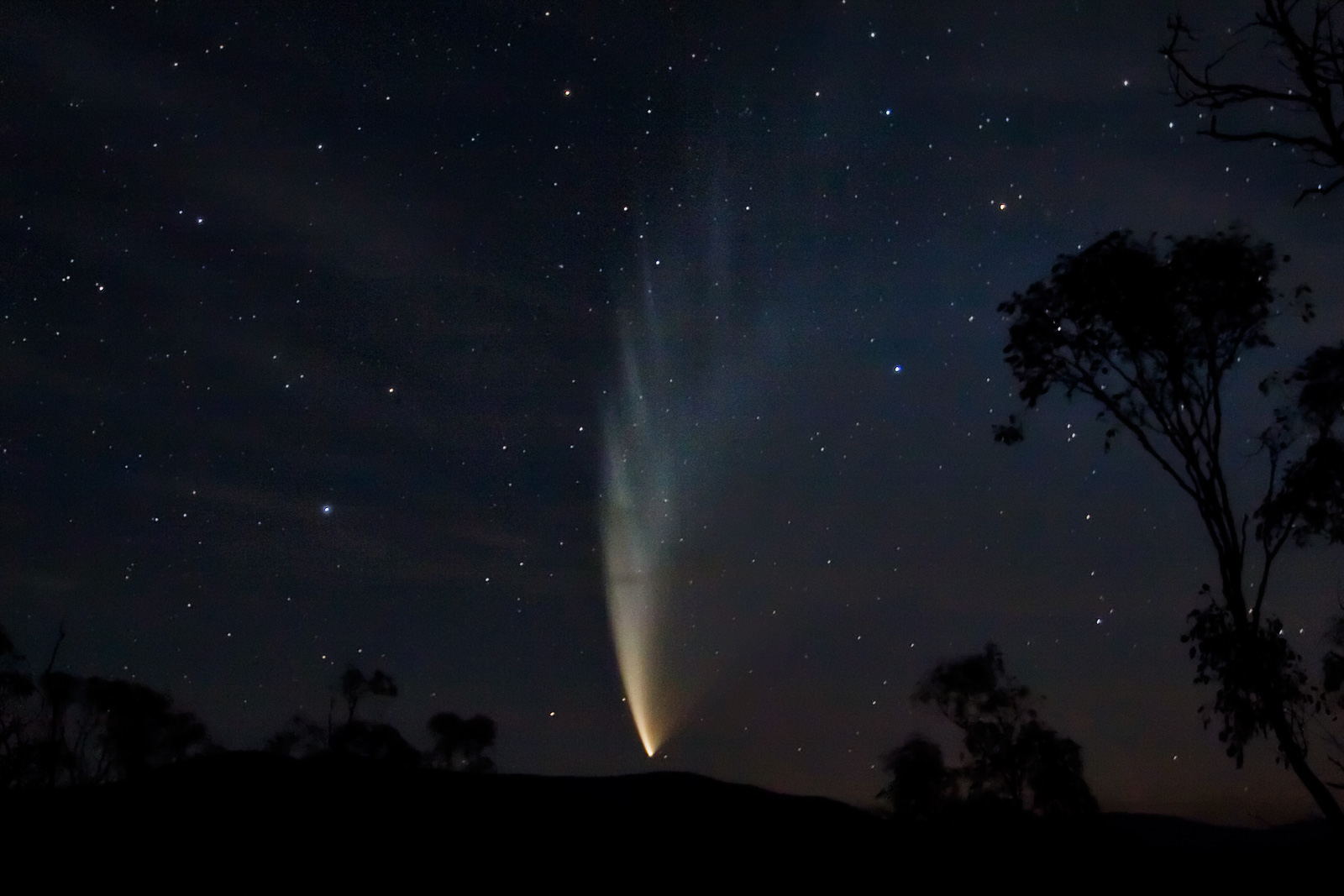
맥노트 혜성으로, 로버트 맥노트의 이름을 땄다. C/2006 P1이라는 공식 명칭이 붙어 있으며, 2007년의 대혜성 이라는 별칭도 있다.

혜성은 지난 2,000년 간 관측이 이루어져 왔으며, 혜성에 이름을 붙이기 위한 여러 체계가 사용되었다. 이로 인해 한 혜성에는 여러 이름이 붙어 있는 경우가 많다.
가장 단순한 방법은 혜성이 보인 연도에 따라 붙이는 것이었으며, 이후 발견자나 연구자의 이름을 따는 관행이 생겨났다. 20세기 들어 기술의 발전으로 발견되는 혜성의 수가 폭증하자 근일점을 지난 순서대로 로마 숫자를 붙이는 방식이 도입되었으며, 혜성의 발견 수가 계속 증가해 1994년 이후부터는 궤도의 형태와 발견 연도에 따른 명명 체계가 도입되었다.

## 연도에 따른 명명

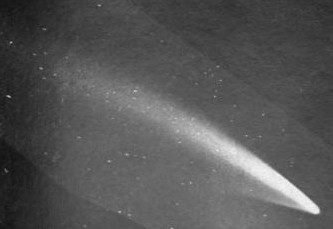
1910년 1월의 대혜성으로, 나타난 날짜가 이름이 되었다.

체계적인 명명 방법이 도입되기 전에는 혜성에 여러 방법으로 이름이 붙었다. 20세기 이전에는 1702년의 혜성처럼, 혜성 대부분이 발견된 년도로 불렸다. 대중적인 관심을 불러일으킨 밝은 혜성은 그 해의 대혜성으로 불렸으며, 이름 또한 1680년의 대혜성처럼 대혜성이 붙었다. 한 해에 대혜성이 여러 개라면, 1910년 1월의 대혜성처럼 달이 사용되기도 했다.

## 사람에 따른 명명
사람의 이름이 붙은 가장 오래된 혜성은 기원전 44년에 나타난 카이사르의 혜성으로, 율리우스 카이사르의 암살 직후 혜성이 발견되어 카이사르의 신격화와 연관이 지어졌기 때문에 붙었다.
이후에는 혜성을 발견하거나, 혜성을 자세히 연구한 사람의 이름이 붙게 되었다.

### 연구자

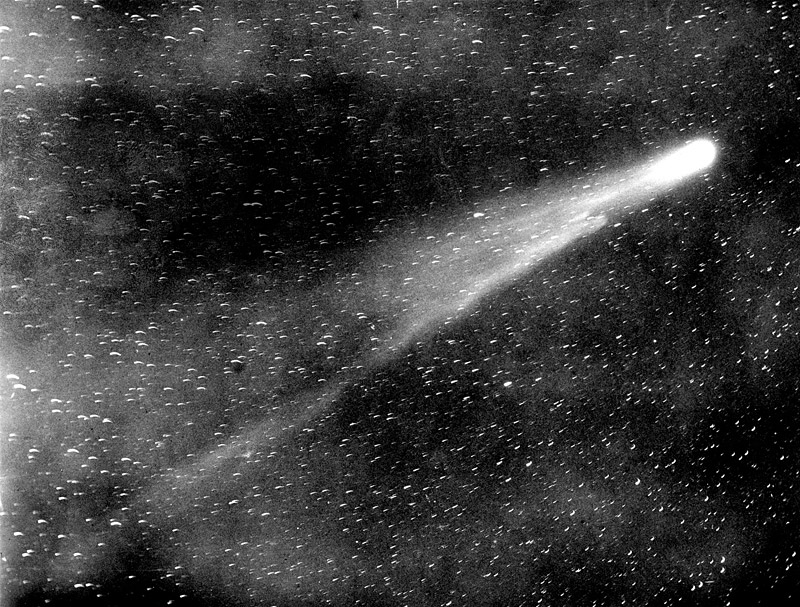
핼리 혜성으로, 혜성의 궤도를 처음 계산한 에드먼드 핼리의 이름이 붙었다. 1P/핼리와 1P/1682 Q1이라는 명칭도 붙어 있다.

에드먼드 핼리가 1531년, 1607년, 1682년의 혜성이 같은 혜성임을 밝히고 1759년 혜성이 돌아올 것이라고 정확히 예측한 후, 이 혜성은 핼리 혜성으로 불렸다. 같은 원리로 두 번째 주기 혜성인 엥케 혜성과 세 번째인 비엘라 혜성도 궤도 계산자의 이름을 땄다. 이후 궤도를 계산한 사람보다는 발견한 사람의 이름을 땄지만, 단 한 번 나타난 혜성은 계속 나타난 연도로 불렸다.

### 발견자

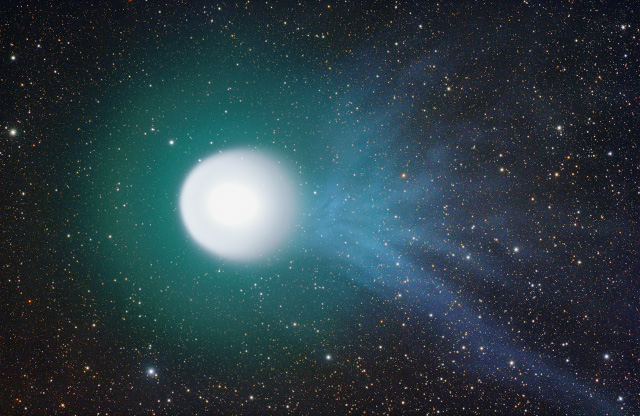
홈스 혜성으로, 발견자 에드윈 홈스의 이름을 땄다. 17P/홈스라는 명칭도 붙어 있다.

처음으로 발견자의 이름을 딴 혜성은 페이 혜성으로, 엘베 페이의 이름이 붙었다. 이 방식은 20세기 초까지 널리 사용되지 않았지만, 현재는 많이 사용되고 있다.
혜성에는 최대 3명의 발견자의 이름까지 붙으며, 줄표를 사용해 서로 연결한다. 예를 들어, 슈메이커-레비 9 혜성은 슈메이커 부부와 데이비드 레비가 서로 독자적으로 발견한 혜성으로, 둘 모두의 이름을 붙였다. 스테판 싱거-브루스터처럼 이름에 줄표가 이미 있는 경우, 혼란을 방지하기 위해 105P/싱거 브루스터처럼 줄표를 띄어쓰기로 대체한다.
20세기 후반부터는 혜성 다수가 천문학자 다수가 소속된 팀 차원의 발견이었기 때문에, 프로젝트의 이름이나 발견한 장비의 이름을 따기도 한다. 예시로 160P/LINEAR 혜성은 LINEAR 프로젝트 팀이 발견했고, 이-스완 혜성은 천문학자 이대암과 태양 및 태양권 관측위성의 SWAN 장비를 사용해 각각 발견했기 때문에 붙여진 이름이다. 같은 사람이나 팀 등이 여러 혜성을 발견했을 때는 숫자를 붙여 구분했는데, 대표적으로 슈메이커 레비 1~9 혜성이 있다. 현재는 같은 팀이나 장비로 발견된 혜성이 너무 많아 번호로 구분하려는 시도는 거의 사라졌고, 대신 체계적인 명명 방식을 사용한다.

## 체계적인 명명 체계

### 기존 체계
1994년 이전까지 혜성에는 발견 연도와 그 해의 발견 순서를 뜻하는 임시 명칭이 붙었으며, 궤도가 정확히 계산되고 근일점을 통과하면 근일점 통과 연도를 기준으로 영구 명칭이 붙었다. 예시로, 1969년에 9번째로 발견된 베넷 혜성의 임시 명칭은 1969i였으며, 1970년 근일점 통과와 함께 1970 II가 되었다.

### 현재 체계

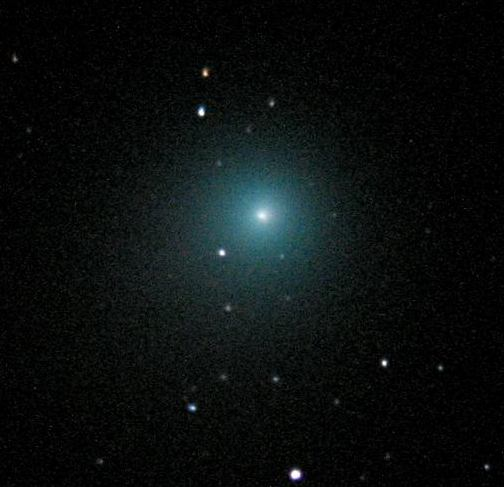
도널드 맥홀츠의 이름을 딴 맥홀츠 혜성으로, 2004년 8월의 2번째 반월에 발견되었기 때문에 C/2004 Q2라는 명칭이 붙어 있다.

혜성의 발견 수가 늘어남에 따라, 최초 발견과 근일점 통과 사이 시간 지연이 문제로 부상했다. 이로 인해 1994년 국제천문연맹은 궤도를 나타내는 접두사에 발견 연도 및 반월(半月)을 붙이고, 해당 반월에 발견된 순서를 붙이는, 새로운 명명 체계를 도입하였다.
- P/은 주기→Periodic 혜성을 뜻하며, 근일점을 지나는 모습이 2번 이상 관측되었거나 공전 주기가 200년 이하인 혜성이 해당된다.[5]
- C/은 비주기 혜성으로, 주기 혜성이 아닌 혜성 모두가 여기에 속한다.
- X/은 궤도를 계산할 수 없는 혜성을 뜻하며, 보통 역사 기록의 혜성이 속한다.
- D/은 주기 혜성이지만 사라졌거나 갈라진 혜성을 말하며,[5] 대표적인 예시로는 슈메이커-레비 9 혜성(D/1993 F2)이 있다.
- A/은 혜성으로 분류되었지만 이후 소행성체로 판명된 천체로, 오랜 기간 동안 사용되지 않다가 오우무아무아(A/2017 U1)에 처음 사용된 이후 궤도가 혜성과 비슷한 모든 소행성체로 확대 사용되었다.
- I/은 성간→Interstellar 천체로,[6] 2017년 오우무아무아(1I/2017 U1)의 발견에 따라 추가되었다. 2020년 기준, 오우무아무아 이외에 이 분류에 속하는 천체는 보리소프 혜성(2I/2019 Q4) 뿐이다.

위의 체계와는 별도로 국제천문연맹에서는 발견자의 이름을 딴 이름을 부여하기도 한다. 주기 혜성은 1P/핼리처럼 발견 순서와 접두사, 이름으로 구성된 영구 명칭을 받기도 한다. 성간 천체 또한 발견 순서대로 명칭을 부여받으며, 현재까지 발견된 두 성간 천체인 1I/오우무아무아와 2I/보리소프 모두 명칭이 붙어 있다.

#### 소행성체명과의 관계
간혹 새로 발견된 천체가 혜성인지 소행성체인지 확실하지 않은 경우가 있다. 발견 시 소행성체로 분류되었으나 이후 혜성으로 정정된 경우에는 부여된 소행성체명이 합쳐지며, 이로 인해 227P/2004 EW38와 같이 소행성체의 임시 명칭이 합쳐져 다른 혜성과 상당히 다른 이름을 가질 수 있다.
소행성체가 코마 등 혜성 활동을 일으켜 혜성으로 분류되는 경우, 양 쪽의 명명 방법을 모두 사용한다. 현재까지 이 방식으로 분류된 천체는 8개, 2060 키론 (95P/키론), 4015 윌슨-해링턴 (107P/윌슨-해링턴), 7968 엘스트-피자로 (133P/엘스트-피자로), 60558 에케클러스 (174P/에케클러스), 118401 LINEAR (176P/LINEAR), (300163) 2006 VW139 (288P/2006 VW139), (323137) 2003 BM80 (282P/2003 BM80), (457175) 2008 GO98 (362P/2008 GO98) 뿐이다.

## 같이 보기
- 천문학의 임시 명칭
- 소행성체명